# Wellingara
Wellingara ist eine Ortschaft im westafrikanischen Staat Gambia.
Nach einer Berechnung für das Jahr 2013 leben dort etwa 16.116 Einwohner, das Ergebnis der letzten veröffentlichten Volkszählung von 1993 betrug 7663.

## Geographie
Wellingara, am südlichen Ufer des Gambia-Flusses in der Verwaltungseinheit West Coast Region im Distrikt Kombo North, liegt an der South Bank Road und am Stadtrand von Serekunda. Der Ort befindet sich fünf Kilometer südlich vom Zentrum Serekundas und eineinhalb Kilometer westlich von Abuko.

## Persönlichkeiten
- Abdoulie Ceesay (* 1984 oder 1985), Politiker
- Fatou Sowe (* 1993), Sprinterin